# ジャハーンギール・ホージャ

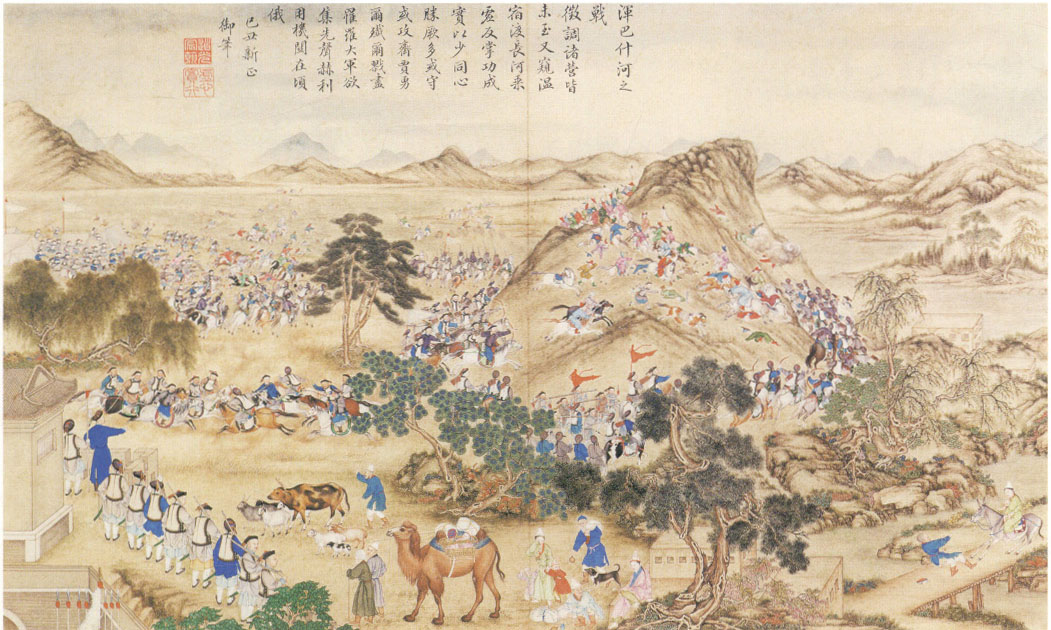
アクスの戦い

ジャハーンギール・ホージャ（Jahangir Khoja、1788年 - 1828年6月25日）は、コーカンド・ハン国の軍人で、ホージャ復活を唱え、清に反乱を起こした。カシュガルのホージャのブルハーン・アッディーンの孫でホージャ・サリムサクの子。

## 生涯

### 出自
コーカンド・ハン国でカシュガル・ホージャ家に生まれた。ホージャとはイスラムの神秘主義スーフィーのナクシュバンディー教団に由来し、17世紀頃より東トルキスタン（現在の新疆ウイグル自治区一帯）地域ウイグル人の指導者の称号である。
ジャハーンギールの祖父のブルハーン・アッディーンはアーファーキーヤ（白山党）に属し、1755年に清の乾隆帝がジュンガルと争い、東トルキスタンを征服した際に牢獄より解放され、清軍によるタリム盆地に協力した。そのため清よりイリのムスリムを管理するよう命じられたが、のちに清に反抗した。1758年、清は再びタリム盆地に侵攻し、タリム盆地全域を占領し、このときにブルハーン・アッディーンは処刑された。
このとき一族はほとんど捕縛されたが、ブルハーン・アッディーンの子のホージャ・サリムサクは逃れた。

## ホージャ復興運動
ホージャ・サリムサクの子であるジャハーンギールはカーブルで学問を修めた後、清への抵抗運動を開始する。清の支配から東トルキスタンを回復してホージャの統治を復活させようとした。

### 蜂起
1820年から3度にわたって東トルキスタン南部に潜入して蜂起を行った。清とコーカンド・ハン国は秘密に協定を結んで、ジャハーンギール・ホージャを幽閉した。
しかし1826年5月にフェルガナ盆地で起こった地震をきっかけに脱出し、カシュガルに入った。カシュガルに現れた時には数百人の支持者しかいなかったが、コーカンド・ハン国のムハンマド・アリー・ハーンも、ジャハーンギールを支持し、軍事支援を行い、数カ月の間に20万人に膨れ上がり、カシュガル、ヤルカンド、イェンギサール、ホータンを占領した。
清はイリ将軍の長齢（チャンリン）・陝甘総督の楊遇春・山東巡撫ウルンガ（武隆阿）・甘粛提督の斉慎に命じて吉林省・黒竜江省・陝西省・甘粛省・四川省から兵を集めさせた。1827年のアクスでの戦いでジャハーンギール・ホージャは敗北し、カシュガルなどを失った。

### 最期
その後1828年にジャハーンギール・ホージャは捕えられて北京に護送された。その後道光帝による尋問の後、処刑された。死体は切り刻まれ、犬に与えられたという。

## その後
しかし、清は財政が苦しく、コーカンド・ハン国への懲罰行動はできなかった。そのため、ホージャ・サリムサクの子孫らは1860年代まで、新疆への侵入を繰り返した。
また、1830年にはコーカンドはカシュガルを占領するが、このときも清軍は鎮圧できず、禁輸令を緩和した。